# Себрова, Ирина Фёдоровна
Ири́на Фёдоровна Себро́ва (25 декабря 1914 — 5 апреля 2000) — командир звена 46-го гвардейского ночного бомбардировочного авиационного полка 325-й ночной бомбардировочной авиационной дивизии, гвардии старший лейтенант. Герой Советского Союза.

## Биография
Родилась 25 декабря 1914 года в селе Тетяковка (ныне Новомосковского района Тульской области) в семье рабочего. Русская.
Окончила Московский техникум мукомольной промышленности. Работала на фабрике. В 1938 году окончила московский аэроклуб, в 1940 году — Херсонскую военную авиационную школу пилотов. Была лётчиком-инструктором во Фрунзенском аэроклубе города Москвы. К этому времени, в двадцать три года, она была уже довольно опытным инструктором, выпустив за два года работы во Фрунзенском аэроклубе Москвы несколько групп курсантов.
В РККА с октября 1941 года. В 1942 году окончила курсы при военной авиационной школе пилотов. На фронтах Великой Отечественной войны с мая 1942 года. Командир звена 46-го гвардейского ночного бомбардировочного авиационного полка (325-я ночная бомбардировочная авиадивизия, 4-я воздушная армия, 2-й Белорусский фронт) гвардии старший лейтенант Себрова И. Ф. совершила 1004 боевых ночных вылета на бомбардировку войск противника.

Ира Себрова сделала в полку больше всех вылетов — 1004, даже произнести страшно. Я думаю, что во всём мире не найти лётчика с таким количеством боевых вылетов. А была она тихой, скромной, вроде бы и не яркой девушкой.
После войны рассказал мне муж Себровой — Саша Хоменко, как перегнал он Ирину машину из ремонта в полк. Саша служил тогда инженером в ремонтной мастерской (ПАРМ). Туда мы отправляли самолёты, когда был выработан моторесурс или машина требовала ремонта после обстрела. Самолёт восстанавливали и возвращали на фронт.
Прилетел Саша на аэродром в Ивановской, и Ира стала опробовать машину. Саша сел во вторую кабину. Договорились, что петлю она делать не будет, поэтому он не привязался. И вдруг он видит, что она начала делать петлю, забыла, что он не привязан. «Я вцепился в борта кабины, когда был вниз головой — чуть не выпал».
Очевидно, Ира вспомнила о нём, быстро снизилась, села на площадку, выскочила из кабины и пошла на КПП… «Я зарулил машину на стоянку, — продолжал рассказывать Саша, — пошёл тоже на командный пункт. Вижу, Ира сидит на скамейке, руками за голову держится и говорит мне: „Если бы ты выпал, что бы я сказала командиру полка?“…».
— Ракобольская И. В., Кравцова Н. Ф. Нас называли ночными ведьмами. 2005
Член ВКП(б)/КПСС с 1943 года.
Указом Президиума Верховного Совета СССР от 23 февраля 1945 года «за образцовое выполнение боевых заданий командования на фронте борьбы с немецкими захватчиками и проявленные при этом отвагу и геройство» командиру звена 46-го гвардейского ночного бомбардировочного авиационного полка (325-я ночная бомбардировочная авиационная дивизия, 4-я воздушная армия, 2-й Белорусский фронт) гвардии старшему лейтенанту Себровой Ирине Фёдоровне присвоено звание Героя Советского Союза с вручением ордена Ленина и медали «Золотая Звезда» (№ 4856).
С 1948 года старший лейтенант И. Ф. Себрова в запасе, а затем в отставке. Работала в Московском авиационном институте. С 1955 года жила в  Москве на улице Зорге, 18; последние годы — в Дегтярном переулке, 15, стр. 2. Умерла 5 апреля 2000 года. Похоронена на кладбище «Ракитки».

## Награды
- Медаль «Золотая Звезда» № 4856 Героя Советского Союза (23 февраля 1945);
- орден Ленина (23 февраля 1945);
- три ордена Красного Знамени (1942, 1944, ?);
- орден Отечественной войны 1-й степени (1985);
- орден Отечественной войны 2-й степени (1943);
- орден Красной Звезды (1943);
- медали.

## Память
- Одна из улиц села Гремячее названа в её честь.
- В музее Гремячевской школы основана экспозиция, посвящённая И. Ф. Себровой.
- В средней школе № 213 города Москвы имеется музей Боевой славы 46-го гвардейского Таманского орденов Красного Знамени и Суворова III степени ночного легкобомбардировочного женского полка[4].
- В селе Гремячее открыт Памятный знак героям — землякам, среди которых Ирина Себрова — уроженка села Тетяковка.
- Во вселенной Star Trek в её честь был назван космический корабль USS Sebrova, который можно встретить в одной из миссий многопользовательской видеоигры Star Trek online.
- Кукуйский центр образования Веневского района Тульской области носит ее имя.